# Copa de Gales de Rugby 2021-22
La Copa de Gales de Rugby 2021-22 fue la 50.° edición de la Copa nacional de rugby de Gales.

## Fase de grupos
|  | Avanzan a cuartos de final. |

### Grupo A
| Pos | Países           | Partidos | Partidos | Partidos | Tantos | Tantos | Tantos | Pts |
| Pos | Países           | G        | E        | P        | PF     | PC     | DP     | Pts |
| --- | ---------------- | -------- | -------- | -------- | ------ | ------ | ------ | --- |
| 1   | Llandovery RFC   | 9        | 0        | 1        | 293    | 127    | 166    | 42  |
| 2   | Aberavon         | 8        | 0        | 2        | 275    | 174    | 101    | 41  |
| 3   | Carmarthen Quins | 6        | 0        | 4        | 193    | 178    | 15     | 27  |
| 4   | Bridgend Ravens  | 4        | 0        | 6        | 190    | 253    | -63    | 17  |
| 5   | Swansea RFC      | 3        | 0        | 7        | 211    | 239    | -28    | 16  |
| 6   | Llanelli RFC     | 0        | 0        | 10       | 170    | 361    | -190   | 5   |

### Grupo B
| Pos | Países         | Partidos | Partidos | Partidos | Tantos | Tantos | Tantos | Pts |
| Pos | Países         | G        | E        | P        | PF     | PC     | DP     | Pts |
| --- | -------------- | -------- | -------- | -------- | ------ | ------ | ------ | --- |
| 1   | Newport RFC    | 8        | 0        | 2        | 320    | 198    | 122    | 40  |
| 2   | Cardiff RFC    | 6        | 0        | 4        | 308    | 171    | 137    | 41  |
| 3   | Merthyr RFC    | 5        | 0        | 5        | 296    | 281    | 15     | 28  |
| 4   | Pontypridd RFC | 5        | 0        | 5        | 211    | 274    | -63    | 23  |
| 5   | RGC 1404       | 4        | 0        | 6        | 216    | 288    | -72    | 22  |
| 6   | Ebbw Vale RFC  | 2        | 0        | 8        | 132    | 271    | -139   | 11  |

### Cuartos de final
| 22 de enero de 2022 | Newport RFC | 45 - 17 | Bridgend Ravens |  |  |

| 22 de enero de 2022 | Cardiff RFC | 42 - 7 | Carmarthen Quins |  |  |

| 12 de marzo de 2022 | Llandovery RFC | 12 - 3 | Pontypridd RFC |  |  |

| 25 de febrero de 2022 | Aberavon | 17 - 16 | Merthyr RFC |  |  |

### Semifinal
| 26 de marzo de 2022 | Newport RFC | 34 - 28 | Cardiff RFC |  |  |

| 25 de marzo de 2023 | Llandovery RFC | 23 - 24 | Aberavon |  |  |

### Final
| 24 de abril de 2022 | Newport RFC | 25 - 21 | Aberavon |  |  |

| Bandera de Gales    |
| Campeón Newport RFC |
| Tercer título       |